# بحر بلنغهاوزن

خريطة للقارة القطبية الجنوبية (Antarctica)، وبحر بلنجشوزن (Bellingshausen) ناحية اليسار.

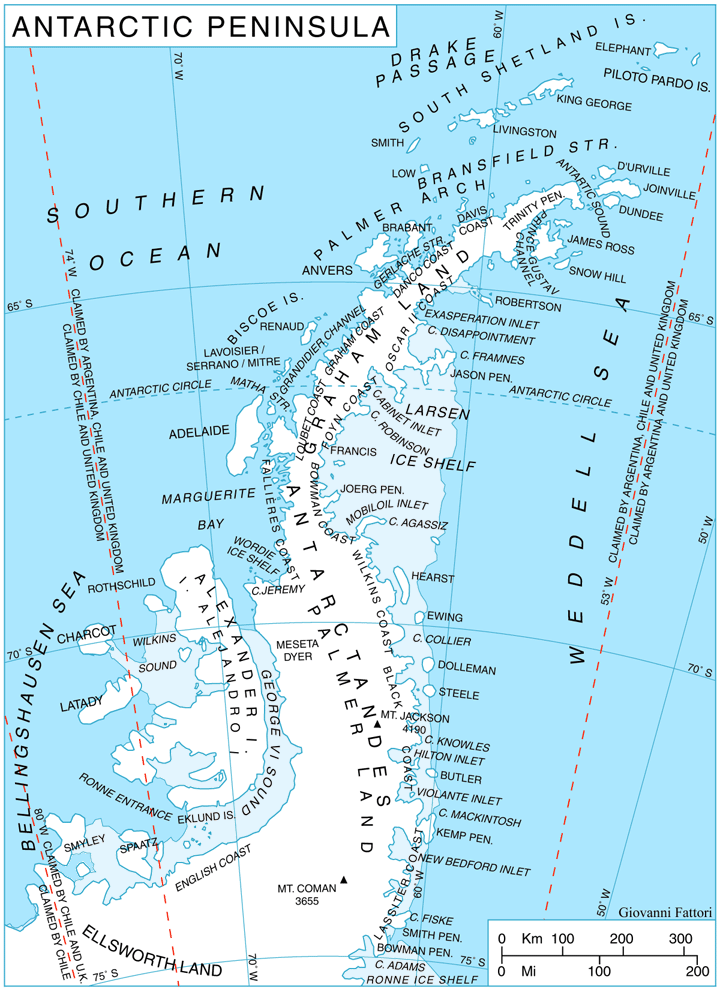
خريطة لشبه الجزيرة القطبية الجنوبية تظهر موقع البحر (أسفل اليسار).

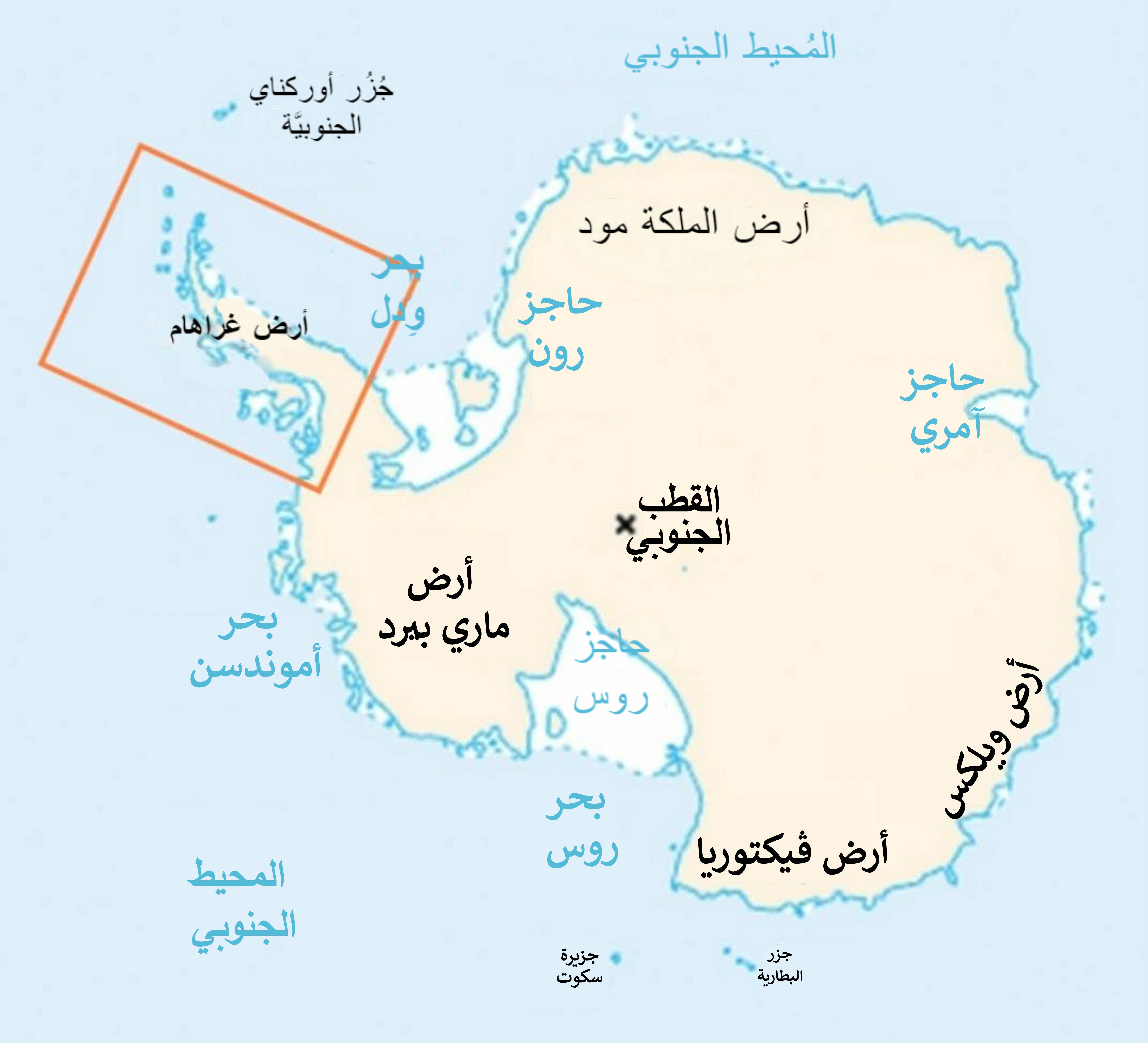
موقع شبه الجزيرة القطبية الجنوبية داخل قارة أنتاركتيكا (Antarctica).

بحر بلنغهاوزن (Bellingshausen Sea) عبارة عن منطقة تقع على طول الجانب الغربي من شبه الجزيرة القطبية الجنوبية (Antarctic Peninsula)، وغرب جزيرة ألكسندر (Alexander)، وشرق رأس السمك الطائر (Cape Flying Fish) في جزيرة ثورستون (Thurston Island)، وجنوب جزيرة بيتر الأول (Peter I Island) (تقع هناك فوستوك كايستين (Vostokkysten) الجنوبية. ويقع في الجنوب، من الغرب إلى الشرق، السواحل الثمانية (Eights Coast)، ساحل براين (Bryan Coast) والساحل الإنجليزي (English Coast) (الجزء الغربي) من غرب قارة أنتاركتيكا (West Antarctica). إلى الغرب من رأس السمك الطائر (Cape Flying Fish) ينضم بحر أموندسن (Amundsen Sea).
ويوجد ببحر بلنغهاوزن منطقة من 487,000 كم2 188.000 ميل مربع ويصل أقصى عمق لها إلى 4,470 متر (14,700 قدم).
لقد أخذ اسمه من الأميرال ثاديوس بلنغهاوزن (Admiral Thaddeus Bellingshausen)، الذي اكتشف المنطقة عام 1821.
في أواخر عصر البليوسيني، منذ ما يقرب 2.15 مليون عام ، اصطدم كويكب إلثانين (Eltanin) هنا. وهذا هو الاصطدام الوحيد المعروف في حوض عمق المحيط في العالم.

## وصلات خارجية
- USGS Bellingshausen Sea map
- NASA Bellinghausen Sea satellite photo